# The Preacher's Wife
The Preacher's Wife (La mujer del predicador en España y Caída del cielo en México) es una película de comedia dramática de 1996 dirigida por Penny Marshall y protagonizada por Denzel Washington, Whitney Houston y Courtney B. Vance. La película es una adaptación del clásico de Henry Koster, La mujer del Obispo, que fue producida en 1947 por la Metro-Goldwyn-Mayer.

## Argumento
El bondadoso reverendo Henry Biggs tiene una iglesia y tiene problemas. Por un lado se da cuenta de que su matrimonio con la mujer del coro de su iglesia, Julia, está en peligro a causa de sus constantes ausencias que hace para poder cuidar de los asuntos del vecindario a su cargo. Por otro lado su templo se encuentra amenazado a causa del promotor inmobiliario Joe Hamilton. Desesperado, el reverendo Biggs ruega a Dios que le ayude y esa ayuda también llega en forma de un ángel llamado Dudley. Sin embargo al comienzo Dudley aportará más complicaciones que soluciones.

## Reparto
| Actor                | Papel                 |
| -------------------- | --------------------- |
| Denzel Washington    | Dudley                |
| Whitney Houston      | Julia Biggs           |
| Courtney B. Vance    | Reverendo Henry Biggs |
| Gregory Hines        | Joe Hamilton          |
| Jenifer Lewis        | Margueritte Coleman   |
| Loretta Devine       | Beverly               |
| Justin Pierre Edmund | Jeremiah Biggs        |

## Producción
Disney aceptó producir este filme de inmediato cuando se presentó el guion a la empresa, porque la directora Penny Marshall y los actores Denzel Washington y Whitney Houston ya habían aceptado participar en la película, cosa que tenían que tomar en cuenta tomando en consideración que Marshall era una de las directoras más apreciadas por el público y que Houston había demostrado ser tan infalible en la taquilla como en las tiendas de discos.

## Recepción
La película no tuvo el éxito que esperó Disney, cuando decidió producirla.
Hoy en día la película ha sido valorada en portales cinematográficos y por críticos profesionales. En IMDb, con aproximadamente 13 000 votos registrados, el filme obtiene una media ponderada de 5,7 sobre 10. En cuanto a Rotten Tomatoes, los más de 25 000 votos registrados allí le dieron una valoración media de 3,2 de 5, mientras que los 47 críticos profesionales que se expresaron allí le dieron una valoración media de 6,1 de 10. Entre ellos se ha llegado el consenso, que la producción cinematográfica tien actuaciones sólidas y una mano firme como director, lo que lleva a que el largometraje, en sus opiniónes, ofrecen una alegría festiva conmovedora, aunque también bastante predecible.